# Škrjančar
Škrjánčar (tudi ostríž, znanstveno ime Falco subbuteo) je ujeda iz družine sokolov.

## Opis
Škrjančar je podoben majhnemu sokolu selcu, le da ima v razmerju do trupa daljše in ožje peruti, ki so na koncih tudi bolj prišiljene. Telesna dolžina se giblje med 30 in 36 cm. Tudi v letu je podoben selcu, še posebej ko zasleduje plen. Leti s hitrimi, enakomernimi zamahi, med njimi pa drsi skozi zrak. Redko visi v vzgorniku, po navadi tik preden se z zloženimi perutmi spusti nad plen.
Po zgornji strani je rjave barve, po spodnji pa ima rjave proge na svetli podlagi. Svetla so tudi lica in včasih tudi tilnik.

## Območje razširjenosti
Škrjančar živi v svetlih gozdovih in v odprti krajini z redkimi drevesi. Rad se zadržuje v suhih borovih gozdovih. Njegov življenjski prostor se razteza od Portugalske in severozahodne Afrike proti vzhodu do Tihega oceana. Ta vrsta je delna selivka, saj severne populacije prezimujejo v Afriki.
Hrani se izključno s pticami do velikosti škrjancev, ki so tudi njegov priljubljeni plen (od tod ime) ter večje leteče žuželke kot so kačji pastirjii in razni hrošči.
Škrjančar ima eno leglo v juniju in gnezdi v starih gnezdih vran ali drugih večjih ptic na drevesih.